# Johanna Stachel
Johanna Stachel (Múnich, Alemania Occidental, 3 de diciembre de 1954) es una física alemana especializada en física de partículas y física nuclear. Es profesora de física experimental en la Universidad de Heidelberg, y participa en experimentos del Gran Colisionador de Hadrones en el CERN para su investigación en plasmas de quarks-gluones. Entre 2012 y 2014, fue presidenta de la Deutsche Physikalische Gesellschaft.

## Formación
Stachel completó la educación secundaria en 1972 en el Spohn Gymnasium de Ravensburg y obtuvo en 1978 un grado en química y física de la Universidad de Maguncia. En 1982, completó su doctorado en física en la misma universidad, con una tesis titulada Die neutronenreichen Rutheniumisotope, ein Übergangsgebiet zwischen sphärischen und asymmetrisch deformierten Kernen (en alemán: El isótopo de rutenio rico en neutrones, un dominio de transición entre núcleos deformados esférica y asimétricamente).

## Carrera

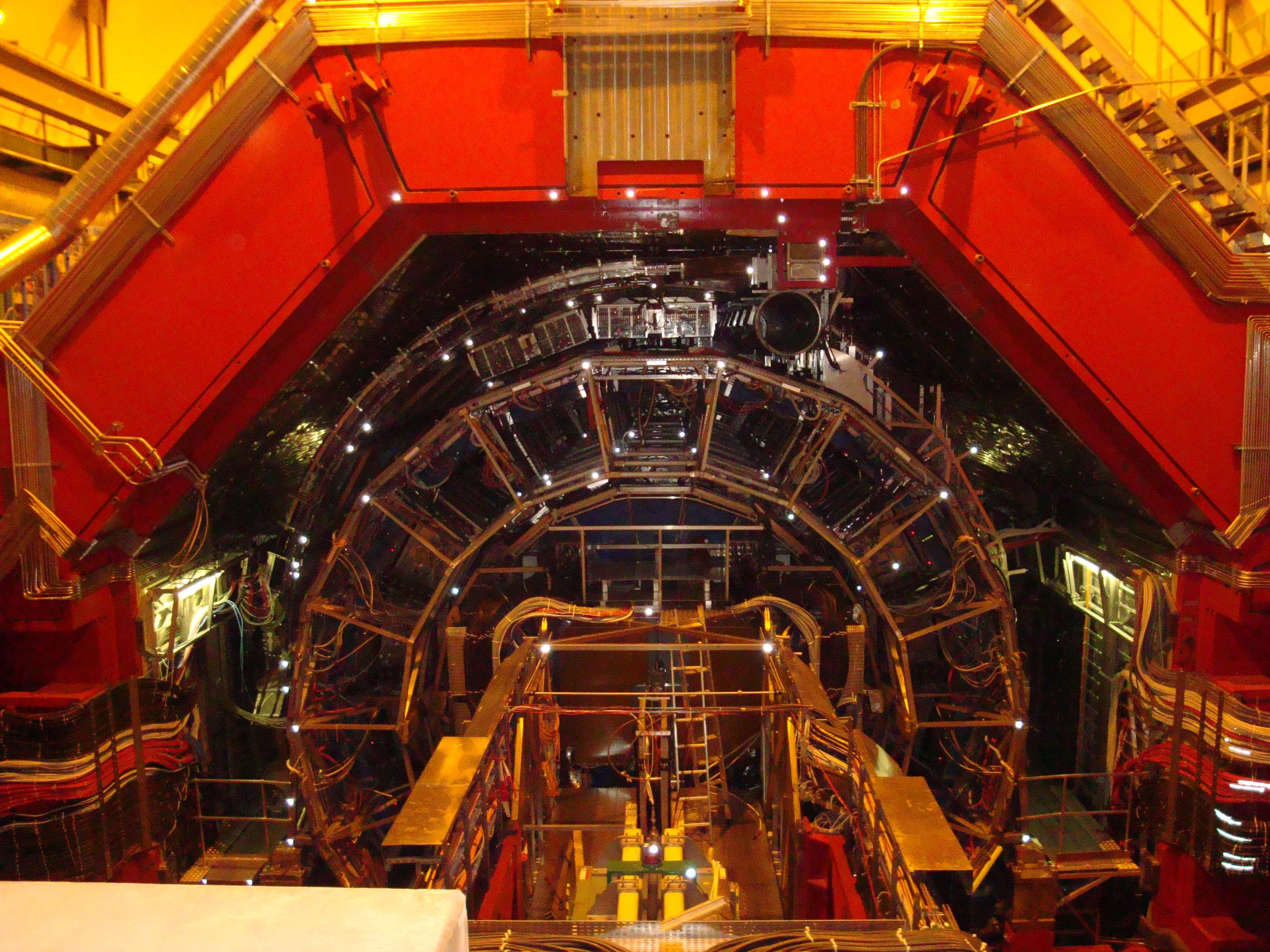
El detector ALICE

Entre 1983 y 1996, Stachel trabajó en la Universidad Estatal de Nueva York en Stony Brook y en el Laboratorio Nacional de Brookhaven. En 1996, obtuvo una cátedra en la Universidad de Heidelberg, donde trabajó en el proyecto ALICE. Entre 2003 y 2005 fue decana de la facultad de física y astronomía, y hasta 2012 continuó en el puesto de vicedecana. Fue también editora de la revista científica Nuclear Physics A (Elsevier).
Stachel ocupó varios puestos en los experimentos del CERN. Desde el 2000 es líder de proyecto del Detector de Radiación de Transición de ALICE, y pertenece a la junta que dirige los experimentos en el detector ALICE. Además, es portavoz del área de investigación de ALICE del Ministerio Federal de Educación e Investigación de Alemania.
En 2012, fue elegida presidenta de la Deutsche Physikalische Gesellschaft durante un periodo de dos años, convirtiéndose en la primera mujer en ocupar el cargo. Dos de las prioridades durante su presidencia fueron defender la investigación básica mostrando su importancia y promover la enseñanza de la física en las escuelas mejorando la formación de los profesores de física y los estándares en las escuelas alemanas. En 2016, fue nombrada International Councilor de la American Physical Society para un periodo de tres años.
Durante su carrera, ha importido más de 150 charlas en talleres y conferencias internacionales y ha participado en más de 100 seminarios y coloquios.

## Líneas de investigación
La investigación de Stachel se centra en la comprensión de las colisiones entre núcleos atómicos a energías ultrarrelativistas, es decir, donde los átomos en las colisones tienen una velocidad cercana a la de la luz. En estas condiciones, el comportamiento de la materia sigue la teoría de la relatividad. Además, ha trabajado en fenómenos generales que ocurren durante la colisión de núcleos a altas energías. En el experimento ALICE del Gran Colisionador de Hadrones en el CERN, en Ginebra, estudia el plasma de quarks-gluones y colabora en el desarrollo de los detectores necesarios para realizar estos experimentos en física de partículas.

## Puestos oficiales y honoríficos
Stachel es parte de numerosos consejos y comités asesores científicos. Es miembro de la Junta de Supervisión del Instituto Tecnológico de Karlsruhe, del Consejo Universitario de la Universidad de Heidelberg y de la Junta Asesora de la Fundación Wilhelm y Else Heraeus.
El 28 de marzo de 2014 se convirtió en miembro honorario de la Physical Association, convirtiéndose en la primera mujer en recibir dicha distinción.
Desde 2018, es miembro del Consejo Universitario de la Universidad Técnica de Viena para un periodo de cinco años. 

## Premios y distinciones
- 1986: Sloan Research Fellowship.[7]
- 1988: Presidential Young Investigator Award.
- 1997: Fellow de la American Physical Society.
- 1998: Miembro asociado de la Academia de las Ciencias de Berlín-Brandeburgo.
- 1999: Orden del Mérito de la República Federal de Alemania.
- 2001: Premio Lautenschläger.
- 2012: Miembro pleno de la Academia Europaea.
- 2014: Premio Lise Meitner.[8]
- 2014: Miembro pleno de la Academia de Ciencias de Heidelberg.
- 2015: Miembro de la Academia Leopoldina.[9]
- 2017/18: Cátedra Lise Meitner en Viena.[10][11]